# MOS Technology 6510

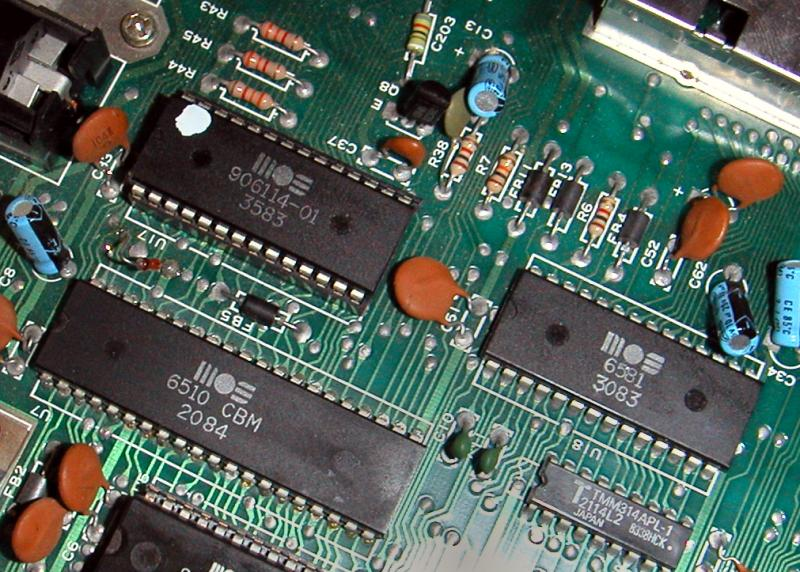
Commodore 64 alaplap részlete, rajta a 6510 CPU (40-lábas DIP tokozásban, balra lent), tőle jobbra egy 6581 SID csip. Az IC-ken a nevek alatt a gyártási időkódok (hónap-év) olvashatók.

A MOS Technology 6510 egy a MOS Technology, Inc. által tervezett mikroprocesszor, a rendkívül sikeres MOS 6502-es processzor egy változata.
A 6502-től való legfontosabb eltérés egy 8 bites általános célú I/O port hozzáadása volt, azonban ennek a portnak a 6510 legelterjedtebb változatában csak hat kivezetése volt. Emellett a 6510 címbusza támogatja a háromállapotú működést, ami igen hasznos az egyéb külső áramkörökkel, pl. a videovezérlővel való együttműködésben.
A 6510-est szinte kizárólag a Commodore 64 otthoni számítógépbe építették, és ennek jóval kisebb számban gyártott hordozható változatába, az SX-64-be. Mindkettőben a processzor szám feletti kivezetései a számítógép memória-lapkezelését (a memóriabankok lapozását) vezérelték, valamint a C64-esnél a Datasette kazettás magnetofont (a motorvezérlést, nyomógombok érzékelését és az adat-írási vonalakat; az adat-olvasást egy másik I/O csip kezelte). Ezekben a gépekben a $0001 cím vezérelte többek között a memóriaterületek konfigurációját, így beállítható volt, hogy a processzor számára hozzáférhetővé váljon szinte a teljes 64 KiB RAM, a BASIC és kernel ROM-ok és a memóriába leképzett I/O portok "kilapozásával".

## Változatai
1985-ben a MOS elkészítette a 8500 jelű csipet, a 6510 HMOS változatát. A processz technológiáját kivéve ez a csip teljesen megegyezik az NMOS technológiával készült 6510-zel. A 8500-at eredetileg a C64 modernizált változatába, a C64C gépbe szánták, de már 1985-ben megjelentek kisebb szériában olyan C64-es gépek, amelyekben 8500-as processzor volt a 6510 helyén. Végül 1987-ben hivatalosan bejelentették, hogy a processzor a megfelelő alaplapon, a hozzá tartozó 85xx HMOS csipkészlettel kerül forgalomba.

A 6510 CPU legáltalánosabb változatának lábkiosztása

A 6510-es processzor 7501 ill. 8501 jelű változata a Commodore C16, C116 és Plus/4 otthoni számítógépeibe került beépítésre; ezekben az I/O port nem csak a Datasette magnót, hanem még a CBM Bus interfészt is vezérelte. A 2 MHz órajelen való működésre képes 8502 változatot a Commodore C128-ban használták. Ezek a processzorok mind opkód-kompatibilisek egymással – utasításkészletük teljesen megegyezik, a nemdokumentált avagy illegális opkódokat is beleértve, kivéve a 8502-t, ahol a nemdokumentált opkódok működésében eltérések vannak.
A Commodore 1551 lemezmeghajtó egységet egy 6510T jelű processzor működtette, amely a 6510 nyolc I/O vonallal ellátott változata. Ennél a processzornál az NMI és az RDY jelek nem használhatók.
A 6510 / 8500 processzorok adatbusza 8 bites, címbusza 16 bites, 1 db 6 bites I/O porttal rendelkeznek (P0-P5 lábak, a port a RAM $0001 cím bitjeire van leképezve), órajeleik a C64 gépekben: 0.9852484444 MHz (PAL), 1.0227277143 MHz (NTSC), a videokimenettől függően.

## Fordítás
- Ez a szócikk részben vagy egészben  a   MOS Technology 6510 című angol Wikipédia-szócikk ezen változatának fordításán alapul.  Az eredeti cikk szerkesztőit annak laptörténete sorolja fel. Ez a jelzés csupán a megfogalmazás eredetét és a szerzői jogokat jelzi, nem szolgál a cikkben szereplő információk forrásmegjelöléseként.